# Conophyma shamonini
Conophyma shamonini is een rechtvleugelig insect uit de familie Dericorythidae. De wetenschappelijke naam van deze soort is voor het eerst geldig gepubliceerd in 1963 door Shumakov.